# Партія Центру (Нідерланди)
Партія Центру (ПЦ; нід. Centrumpartij, скор. нід. CP; [pɑrˈtɛi vɑn də ˈʔɑrbɛit]) — нідерландська ультраправа націоналістична партія, яка підтримувала антиіммігрантську програму. Партія була заснована Генрі Брукманом у 1980 році. З 1982 Ганс Янмаат репрезентував її у Палаті представників Нідерландів, поки не був виключений з партії 1984 року і не приєднався до поміркованіших Центристських демократів (які так само, незважаючи на назву, стояли на ультраправих позиціях). З Партією Центру (як і з Центристськими демократами) відмовлялися співпрацювати інші представлені у Палаті партії. Після численних внутрішніх суперечок і судових розглядів проти партії, вона була оголошена банкрутом у 1986 році. Партію Центру незабаром замінила Центристська партія '86, яка ставала все більш радикальною, аж поки її не заборонили в 1998 році.

## Ідеологія
ПЦ вважала себе «захисницею прав автохтонного голландського народу перед обличчям масової імміграції». Після втрати представництва в парламенті 1984 року партія продовжила свою діяльність у 1986 році під назвою Центристська партія '86, ставши ще більш радикальною, та навіть використовувала кельтський хрест у своїй агітації.
Гасло партії, виражене у її початковому маніфесті, звучало як «Ми ні ліві, ні праві», а сам текст маніфесту поєднував праві, ліві та зелені політичні позиції. Десятий пункт містив антиімміграційну позицію: «Нідерланди не є іммігрантською країною, тому потік іноземців має бути зупинений». Цей пункт програми, разом з радикально націоналістичними висловами окремих її членів, був основним тлом для зображення ПЦ як «правоекстремістської» партії в ЗМІ. Сама партія рішуче відкидала будь-які звинувачення в расизмі та фашизмі.

## Список лідерів партії
- Генрі Брукман (1980–1982)
- Ганс Янмаат (1982–1984)
- Ніко Конст (1984–1985)
- Альбрехт "Пім" Лієр (1985–1986)
- Денні Сеґерс (1986)

## Електоральні результати
| Рік виборів | Кількість голосів | Відсоток голосів | Здобуті місця   |
| ----------- | ----------------- | ---------------- | --------------- |
| 1981        | 12,242            | 0.1%             | 0 (out of 150)  |
| 1982        | 68,423            | 0.8%             | 1* (out of 150) |
| 1986        | 36,741            | 0.4%             | 0 (out of 150)  |

| Рік виборів | Кількість голосів | Відсоток голосів | Здобуті місця |
| ----------- | ----------------- | ---------------- | ------------- |
| 1984        | 134.877           | 2,55%            | 0 (out of 25) |

* У 1984 році єдиний представник партії в парламенті Ганс Янмаат став незалежним депутатом.